# 卡蒙
卡蒙（法語：Camon，法語發音：[kamɔ̃]）是法国上法蘭西大區索姆省的一个市镇，位于该省中部，省会亚眠市区以东，属于亚眠区和亚眠城市公共社区。

## 地理
卡蒙（49°53'13"N, 2°20'45"E）面积12.9 平方千米，位于法国上法蘭西大區索姆省，该省份为法国北部沿海省份，北起加来海峡省和北部省，西接滨海塞纳省和大西洋英吉利海峡，南至瓦兹省，东临埃纳省。
与卡蒙接壤的市镇（或旧市镇、城区）包括：隆戈、阿隆维尔、亚眠、比西莱杜尔、格利西、拉莫特布勒比耶尔、凯里约、里沃里。
卡蒙的时区为UTC+01:00、UTC+02:00（夏令时）。

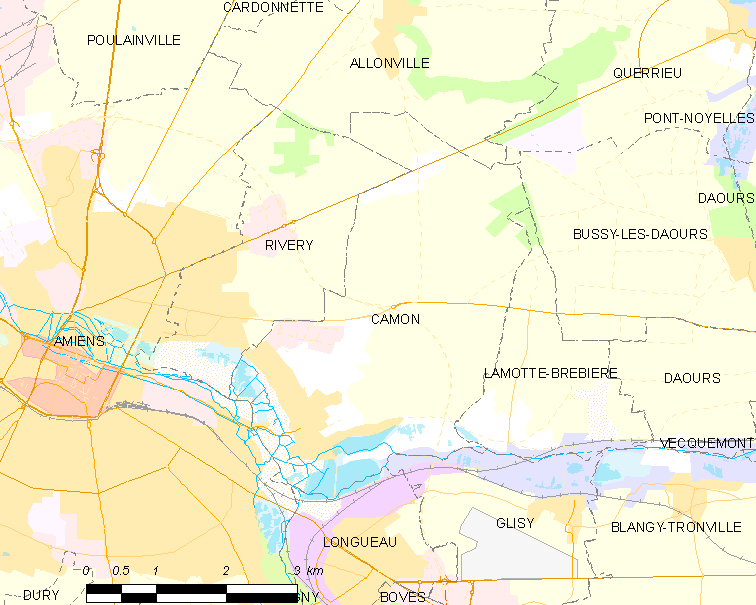
卡蒙的OSM定位图

## 行政
卡蒙的邮政编码为80450，INSEE市镇编码为80164。

## 政治
卡蒙所属的省级选区为亚眠第三县。

## 人口

1962-2008年间卡蒙人口变化图示

卡蒙于2022年1月1日时的人口数量为4387人。